# Amba Sel
Ambassel ou Amba Sel est l’un des 105 woredas de la région Amhara, en Éthiopie.